# James Butts
James Butts (Estados Unidos, 9 de mayo de 1950) es un atleta estadounidense retirado, especializado en la prueba de triple salto en la que llegó a ser subcampeón olímpico en 1976.

## Carrera deportiva
En los JJ. OO. de Montreal 1976 ganó la medalla de plata en el triple salto, llegando hasta los 17.18 metros, siendo superado por el soviético Viktor Saneyev (oro con 17.29 metros) y por delante del brasileño João Carlos de Oliveira (bronce con 16.90 metros).